# Vignemont
Vignemont település Franciaországban, Oise megyében. Lakosainak száma 420 fő (2022. január 1.). Vignemont Antheuil-Portes, Braisnes-sur-Aronde, Marquéglise, Vandélicourt és Villers-sur-Coudun községekkel határos.

## Népesség
A település népessége az elmúlt években az alábbi módon változott:
| Lakosok száma | 416  | 427  | 439  | 434  | 435  | 433  | 429  | 424  | 420  |
|               | 2013 | 2015 | 2016 | 2017 | 2018 | 2019 | 2020 | 2021 | 2022 |